# Alservorstadt
Alservorstadt is een stadsdeel van Wenen en was een onafhankelijke Oostenrijkse gemeente tot 1850. Het is daarna onderverdeeld in de districten Alsergrund en Josefstadt. Alservorstadt strekt zich uit over het zuiden van Alsergrund en het noordoosten van Josefstadt. De Alser Straße markeert de grens tussen de twee districten. Letterlijk vertaald betekent Alservorstadt: Voorstad van de Als, wat is afgeleid van de rivier Als, een zijrivier van de Donau.

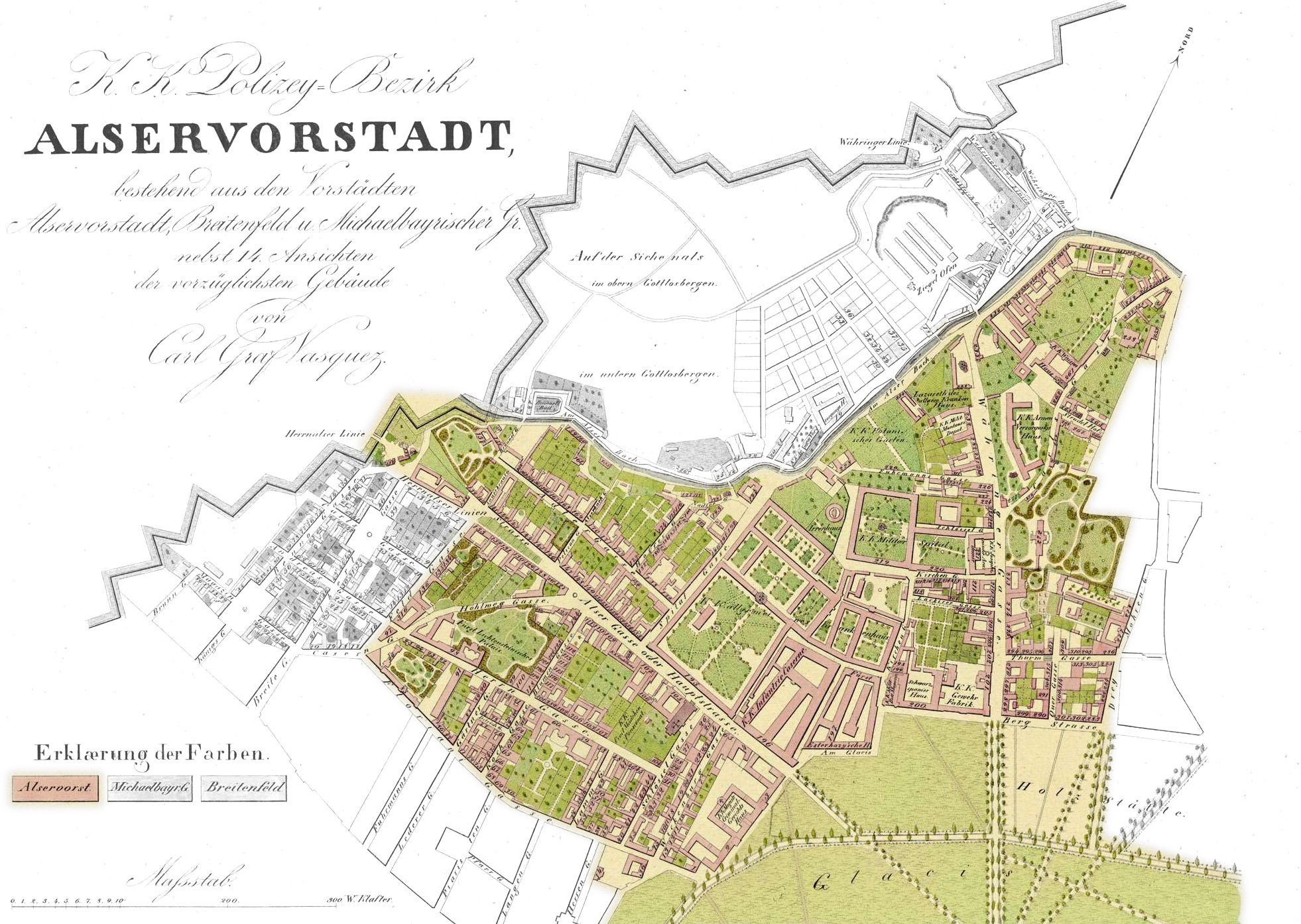
Plattegrond van Alservorstadt (1830)

## Geboren in Alservorstadt
- Božena Němcová - Tsjechisch schrijfster